# سد لوسکوپ
سد لوسکوپ (به لاتین: Loskop Dam) یک سد در آفریقای جنوبی است که در امپومالانگا واقع شده‌است.